# Aumagne
Aumagne ist eine französische Gemeinde mit 699 Einwohnern (Stand: 1. Januar 2022) im Département Charente-Maritime in der Region Nouvelle-Aquitaine (vor 2016: Poitou-Charentes); sie gehört zum Arrondissement Saint-Jean-d’Angély und zum Kanton Chaniers. Die Einwohner werden Aumagnais und Aumagnaises genannt.

## Geographie
Aumagne liegt etwa 66 Kilometer südöstlich von La Rochelle. Im östlichen Gemeindegebiet verläuft das Flüsschen Saudrenne. Umgeben wird Aumagne von den Nachbargemeinden Varaize im Norden, La Brousse im Nordosten, Blanzac-lès-Matha im Osten, Aujac im Süden, Authon-Ébéon im Süden und Südwesten sowie Sainte-Même im Westen.

## Bevölkerungsentwicklung
| Jahr                       | 1962 | 1968 | 1975 | 1982 | 1990 | 1999 | 2008 | 2019 |
| Einwohner                  | 827  | 737  | 636  | 642  | 634  | 610  | 671  | 704  |
| Quellen: Cassini und INSEE |      |      |      |      |      |      |      |      |

## Sehenswürdigkeiten
- Chail de Bois Bellot, ein Megalith mit mehreren Spuren von Wetzrillen
- Kirche Saint-Pierre, erbaut im 12. Jahrhundert
- Schloss Montalaise und Montapeine
- Ehemaliger Brotbackofen

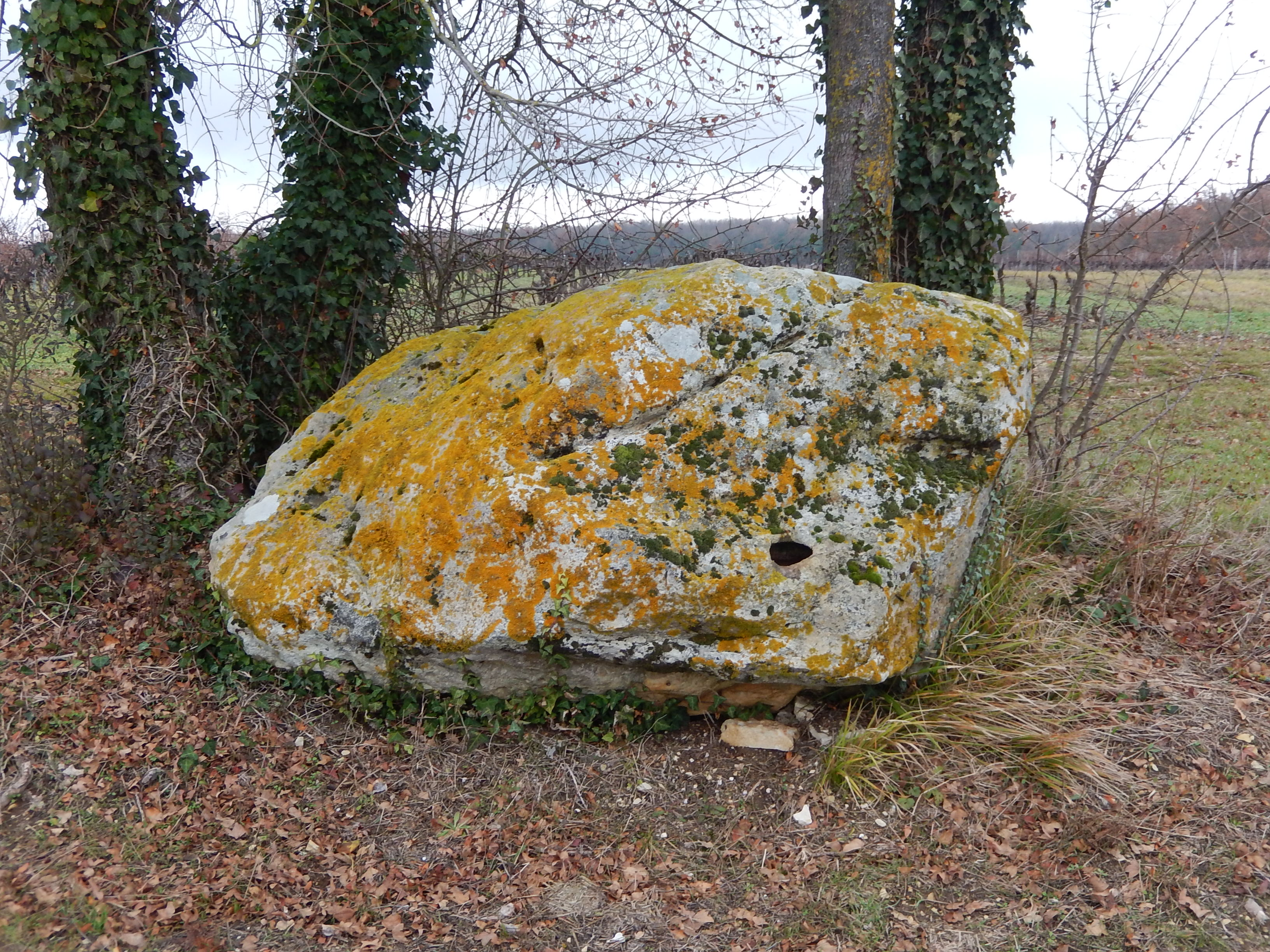
Chail de Bois Bellot
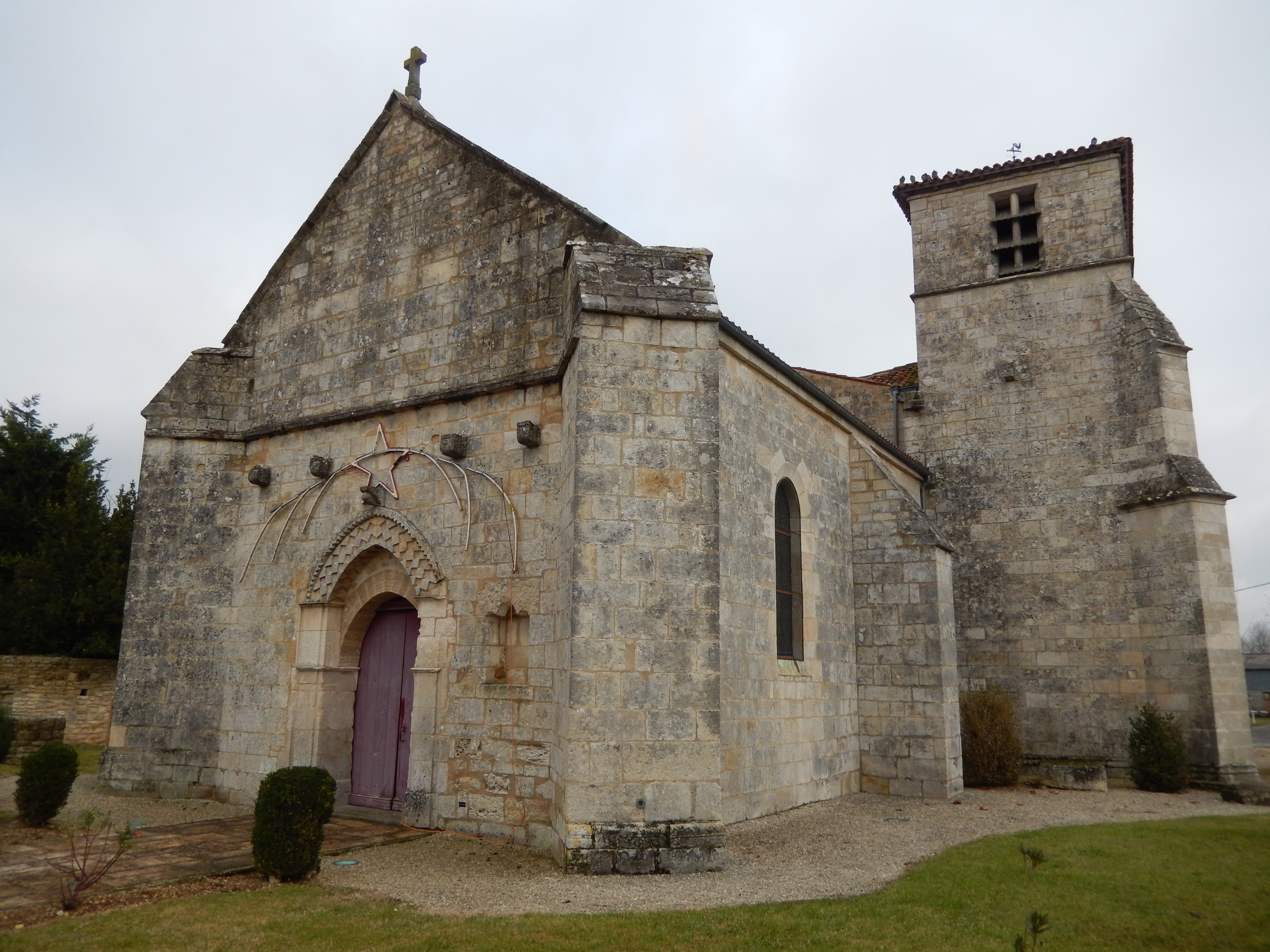
Kirche Saint-Pierre
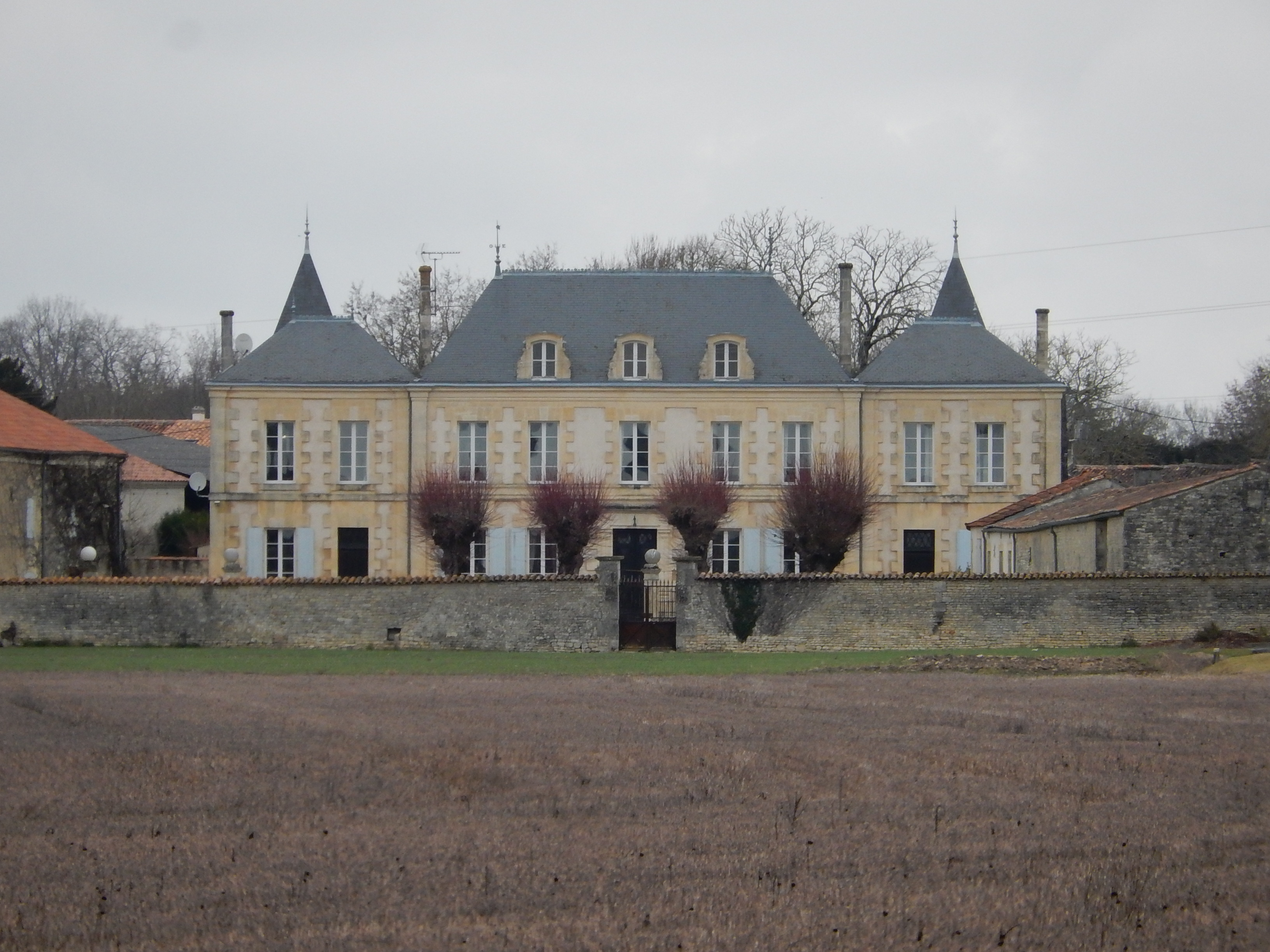
Schloss Montapeine
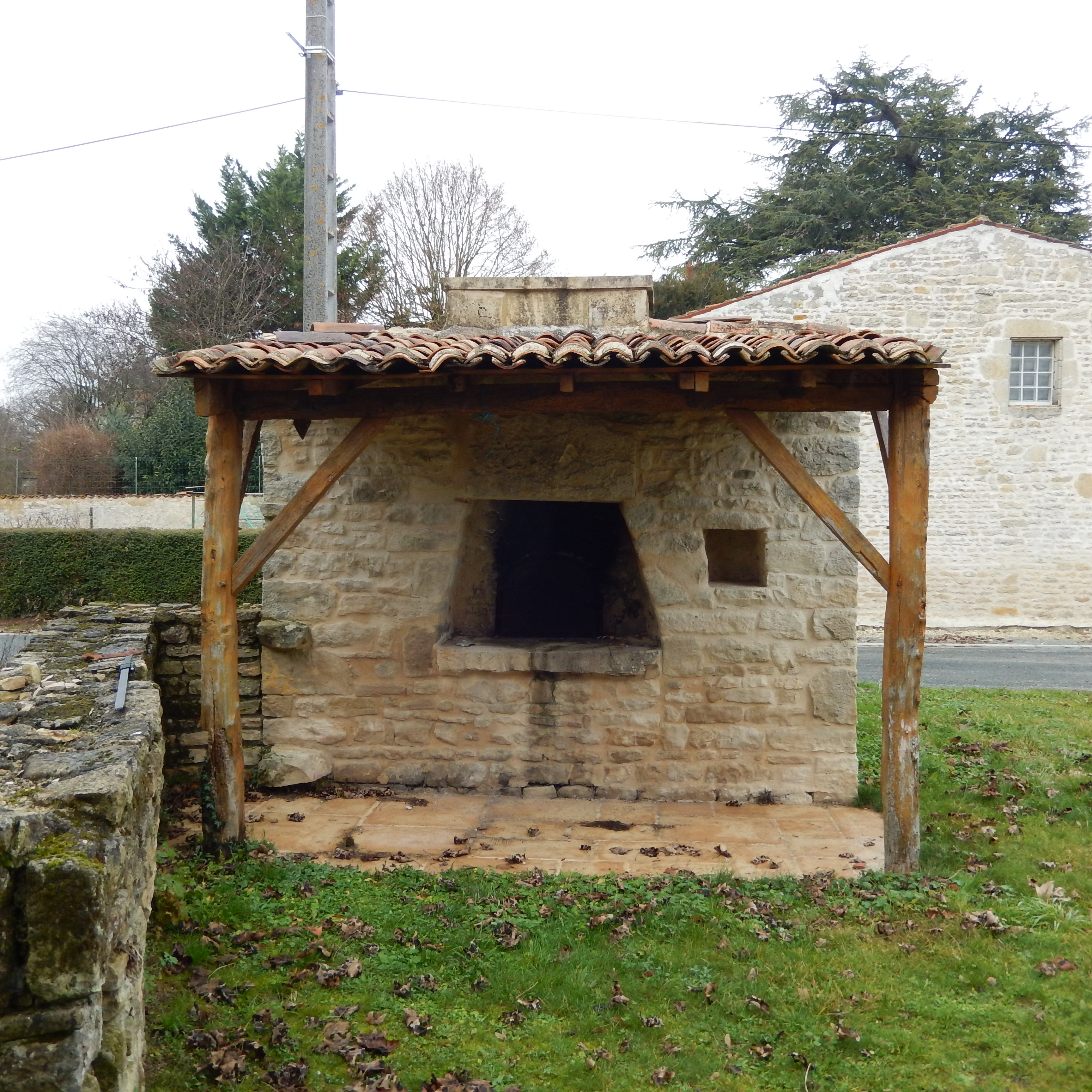
Ehemaliger Brotbackofen
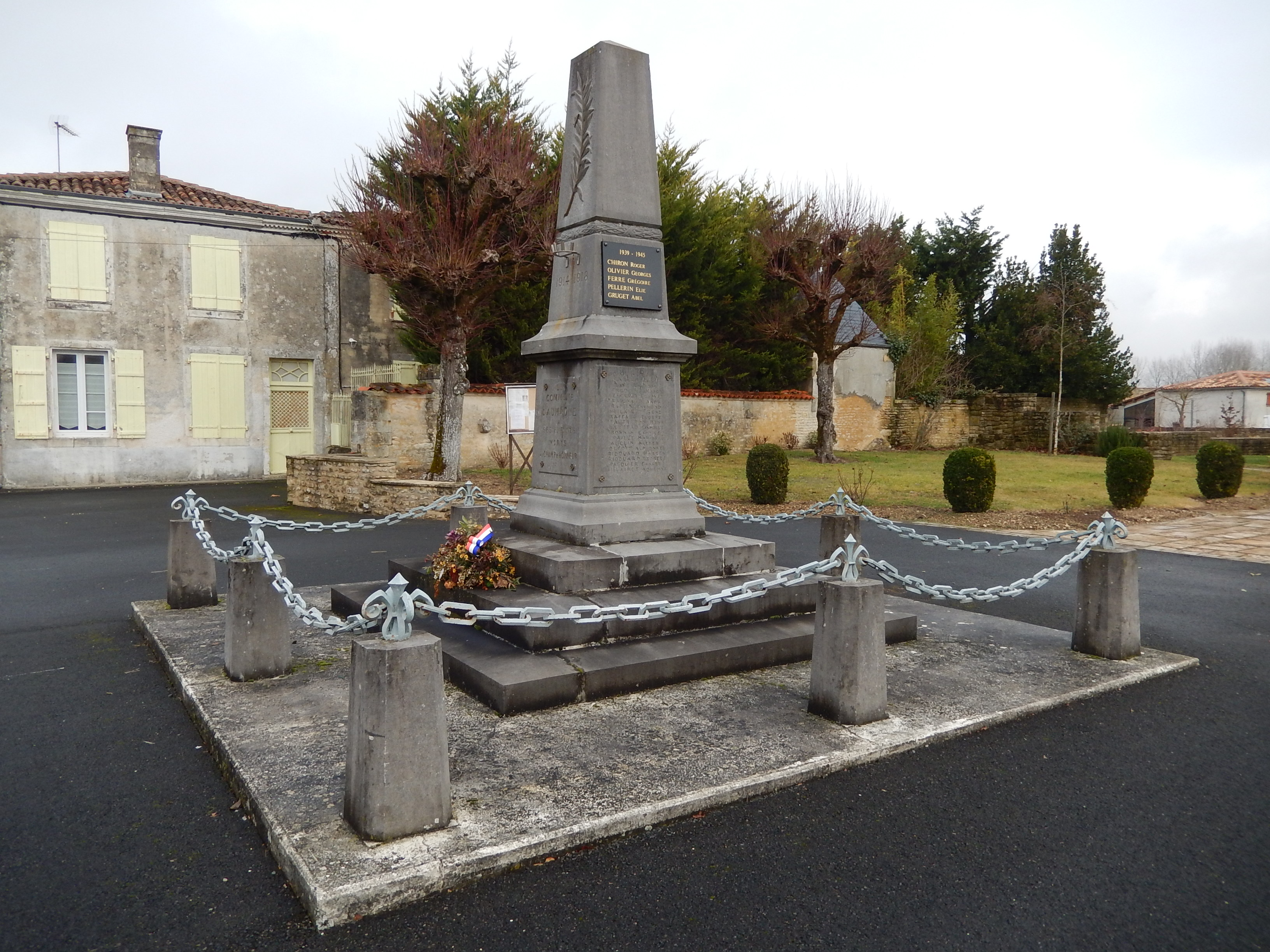
Gefallenendenkmal